# Báo và phát thanh, truyền hình Cần Thơ
Báo và Phát thanh - Truyền hình Cần Thơ (tiếng Anh: Can Tho Newspaper and Radio - Television, viết tắt: THTPCT) là một đơn vị sự nghiệp, trực thuộc thành ủy Cần Thơ.

## Lịch sử
Kể từ khi thành lập, Đài đã qua 6 lần đổi tên (Đài Phát thanh Cần Thơ giải phóng; Đài Phát thanh Hậu Giang; Đài Phát thanh Cần Thơ; Đài Phát thanh - Truyền hình tỉnh Cần Thơ; Đài Phát Thanh – Truyền hình thành phố Cần Thơ; Đài Phát thanh và Truyền hình Thành phố Cần Thơ)
- Ngày 11 tháng 11 năm 1968: Đài Truyền hình Cần Thơ lên sóng với tên gọi Kênh 11 VHF.
- Ngày 30 tháng 4 năm 1975: Quân Giải phóng tiếp quản sóng Kênh 11 và sau đó đổi thành Đài Truyền hình Cần Thơ.
- Năm 1980: Truyền hình tại Cần Thơ có 2 kênh phát sóng: kênh 11 VHF - (THTPCT ngày nay), kênh 3 VHF (sau này tiếp sóng HTV7, chậm 1 giờ) và kênh 6 VHF (nay là kênh VTV Cần Thơ 1, từ 2016 sáp nhập với VTV9 thành kênh VTV9 quốc gia).
- Năm 1992: tỉnh Hậu Giang chia tách thành 2 tỉnh mới là Cần Thơ và Sóc Trăng, Đài PT-TH Tỉnh Cần Thơ chính thức phát sóng chương trình phát thanh trên sóng AM 837 kHz, truyền hình trên kênh 11 VHF. Từ giữa thập niên 1990, biểu trưng (logo) của đài là THCT43 do phát sóng thêm trên kênh 43 UHF.). Lúc này, trạm phát sóng của THTPCT đặt tại công an quận Cái Răng đến ngày tắt sóng, đến khoảng cuối thập niên 2000 thì phát thêm ở tháp phát sóng 120m của VTV Cần Thơ tại đường 30/4, quận Ninh Kiều.
- Năm 2004: Tỉnh Cần Thơ tách thành tỉnh Hậu Giang và thành phố Cần Thơ, Đài Phát thanh - Truyền hình Cần Thơ giữ nguyên.
- Ngày 1 tháng 1 năm 2005: Thay đổi biểu trưng (logo) từ THCT43 thành THTPCT.
- Ngày 2 tháng 2 năm 2013: Đài PT-TH TP. Cần Thơ tiếp sóng trực tiếp Cầu Truyền hình "Bản hùng ca mùa xuân" từ kênh HTV9 trên kênh THTPCT.
- Ngày 10 tháng 12 năm 2015, tín hiệu THTPCT đã chính thức có mặt trên vệ tinh Vinasat-2.
- Ngày 15 tháng 6 năm 2016: Đài PT-TH TP. Cần Thơ chuyển trạm phát sóng DVB-T2 từ tháp phát sóng 120m (cũ) lên tháp phát sóng 180m mới.

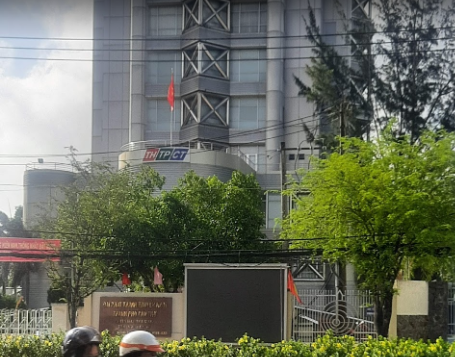
Trụ sở chính của Đài (hình chụp khoảng tháng 5 năm 2020)

- Ngày 15 tháng 8 năm 2016: Đài PT-TH TP. Cần Thơ chính thức tắt sóng truyền hình tương tự mặt đất (analog).
- Ngày 23 tháng 7 năm 2020: THTPCT phát sóng truyền hình HD.
- Ngày 26 tháng 11 năm 2021: tín hiệu phát thanh FM 97,3 MHz cũng đã có mặt trên vệ tinh Vinasat-2.
- Ngày 8 tháng 4 năm 2022: THTPCT chính thức phát sóng trở lại trên vệ tinh Vinasat-2 của HTV sau một thời gian dài ngừng phát sóng.[1]
- Ngày 30 tháng 8 năm 2022: THTPCT ký kết với Đài Tiếng nói Nhân dân Thành phố Hồ Chí Minh tiếp sóng chương trình Hòa sóng cùng VOH từ kênh FM 99.9 MHz của VOH trên kênh FM 97.3 MHz của THTPCT.
- Ngày 2 tháng 9 năm 2022: Nhân dịp kỷ niệm 77 năm Quốc khánh 2/9, THTPCT chính thức phát sóng 24/24h.
- Ngày 1 tháng 7 năm 2025: Hợp nhất Báo Cần Thơ, Đài Phát thanh - Truyền hình thành phố Cần Thơ, Báo Hậu Giang, Đài Phát thanh - Truyền hình Hậu Giang, Báo và Đài Phát thanh - Truyền hình Sóc Trăng thành Báo và Đài Phát thanh - Truyền hình thành phố Cần Thơ.
- Từ ngày 1 tháng 8 năm 2025: Phát sóng kênh THTPCT2 trên sóng HGTV (Báo & PT - TH Hậu Giang cũ). Đồng thời kênh THTPCT đổi thành THTPCT1.

## Lãnh đạo
- Giám đốc: Tăng Quang Anh
- Phó Giám đốc: Quách Thanh Triệu
- Phó Giám đốc: Lê Thị Diễm Châu
- Phó Giám đốc: Lê Thế Huy

## Thông tin kỹ thuật

### Hệ Phát thanh FM
- Tần số: 97.3 Mhz[2]
- Thời lượng: 24/24h

### Hệ Truyền hình

#### Truyền hình số mặt đất
- DVB-T2: Kênh 33 - 36 UHF
- Thời lượng: 24/24h

#### Truyền hình số vệ tinh
- Truyền hình Vinasat 2
- VTC Digital: Kênh 117

#### Truyền hình cáp
- Trên hệ thống hạ tầng Saigontourist (SCTV), VTVCab, HTVC, Viettel, MyTV, FPT....

#### Truyền hình trực tuyến
- Trang thông tin điện tử: http://www.canthotv.vn
- Trên hệ thống MyTV (VNPT) và IPTV (FPT)

#### Truyền hình OTT
- VieON, HTVC, FPT Play, ClipTV, App K+, MyTV, HTVC TVoD, VTVCab ON, Cantho Plus, AVG.

## Chương trình
Đây là danh sách các chương trình đã & đang phát sóng của THTPCT, với các chương trình đang phát sóng được nhận diện bằng chữ in đậm"
Đây là một danh sách chưa hoàn tất, và có thể sẽ không bao giờ thỏa mãn yêu cầu hoàn tất. Bạn có thể đóng góp bằng cách mở rộng nó bằng các thông tin đáng tin cậy.
Danh sách này không đầy đủ, bạn cũng có thể giúp mở rộng danh sách.
- Agribank đồng hành cùng tam nông
- Âm nhạc cho cuộc sống
- Ăn sạch sống khỏe
- Bản tin Tiếng Anh (Can Tho News)
- Búp trên cành
- Làm chủ tay lái
- Lướt sóng
- Sắc màu
- Đối đầu
- Sinh nghề tử nghiệp
- Tin nóng 24G
- Tiêu điểm nóng
- Tình khúc ban mai
- Hãy nói cùng chúng tôi
- Tiêu dùng thông minh
- Sống để yêu thương
- An ninh 365
- Sống khỏe cùng chuyên gia
- Cần Thơ phố
- Chương trình 12h
- Miền Tây buổi tối
- Ngày mới tươi đẹp
- Tây Đô ngày mới
- Thời sự Tp. Cần Thơ
- Toàn cảnh đồng bằng
- Với khán giả THTPCT
- Xổ số kiến thiết Tp. Cần Thơ
- Xổ số kiến thiết Hậu Giang

## Danh sách kênh Phát thanh - Truyền hình

### Hệ Phát thanh
- 97,3 MHz: Kênh Phát thanh tổng hợp
- 89,6 MHz: Kênh Khoa giáo - Giải Trí - Thông tin
- 100,4 MHz: Kênh Văn hóa - giải trí

### Hệ Truyền hình
- THTPCT1 - Kênh Thời sự chính luận
- THTPCT2 - Kênh Khoa giáo - Giải trí
- THTPCT3 - Kênh tiếng dân tộc Khmer